# بیستمین دوره جشن حافظ
بیستمین دوره جشن حافظ که توسط دنیای تصویر برگزار می‌شود، در ۲۵ مرداد ۱۳۹۹ با حضور محدود برخی چهره‌های سینمایی و تلویزیونی به‌منظور رعایت پروتکل‌های بهداشتی به دلیل دنیاگیری کروناویروس و در محوطه روباز عمارت «دانیال» در گرمدره کرج با اجرای احسان علیخانی برگزار شد. بهترین فیلم و بهترین مجموعه تلویزیونی این دوره به ترتیب سرخ‌پوست و هیولا بودند.

## اطلاعات مراسم
وقتی که دنیاگیری کروناویروس، شروع شد، به دلیل تعطیلی سینماها قرار شد به دستور امید معلم، فیلم‌هایی که آنلاین اکران شده‌اند نیز در داوری قرار بگیرند. در ۲۳ تیر ۱۳۹۹ اعلام شد که دوره بیستم جشن حافظ نامزدها به صورت اینترنتی اعلام و مراسم به صورت آنلاین برگزار خواهد شد. معلم، این شکل برگزاری را اتفاقی تازه دانست. در ۶ مرداد ۱۳۹۹ اعلام شد که کار هیئت داوران مراسم برای انتخاب نامزدها شروع شده‌است و طبق سنت همیشگی فیلم‌های اکران شده در ابتدا تا پایان سال ۱۳۹۸ و همچنین سریال‌های پخش‌شده در شبکه‌های تلویزیونی و شبکه نمایش خانگی از نوروز ۹۸ تا پایان نوروز ۹۹ مورد بررسی قرار خواهند گرفت. همچنین پوستر بیستمین دوره نیز رونمایی شد. نامزدهای بخش مستند در ۱۲ مرداد، جایزه فعالیت یک عمر فعالیت هنری در ۱۳ مرداد، جایزه چهره تلویزیونی در ۱۸ مرداد، بخش تلویزیون در ۲۰ مرداد، بخش سینما در ۲۲ مرداد و جایزه ترانه تیتراژ در ۲۴ مرداد معرفی شدند. با اینکه قرار بود دوره بیستم آنلاین برگزار شود، اما در آخر پخش اینترنتی آن لغو شد و مبلغ پرداخت شده بابت پیش‌خرید بلیت به بینندگان پس داده شد. بیستمین دوره جشن حافظ در ۲۵ مرداد ۱۳۹۹، با حضور محدود برخی چهره‌های سینمایی و تلویزیونی به‌منظور رعایت پروتکل‌های بهداشتی به دلیل کرونا و در محوطه روباز عمارت «دانیال» در گرمدره کرج با اجرای احسان علیخانی برگزار شد.

## بررسی برندگان این دوره
برندگان بخش سینمایی: مجید مطلبی برنده بهترین فیلم (برای سرخ‌پوست)، نیما جاویدی برنده بهترین کارگردان (برای سرخ‌پوست)، نوید محمدزاده و هوتن شکیبا برنده بهترین بازیگر مرد (برای سرخ‌پوست و شبی که ماه کامل شد)، ژاله صامتی و الناز شاکردوست برنده بهترین بازیگر زن (برای درخونگاه و شبی که ماه کامل شد)، علی قاضی برنده بهترین فیلم‌برداری (برای مسخره‌باز)، نرگس آبیار و مرتضی اصفهانی برنده بهترین فیلم‌نامه (برای شبی که ماه کامل شد)، اشکان رهگذر برنده بهترین دستاورد فنی و هنری (برای آخرین داستان)، کریستف رضاعی برنده بهترین موسیقی متن (برای آخرین داستان)، سیاوش افشار برنده نشان عباس کیارستمی (برای کتاب آشپزی) و حمید نجفی راد برنده بهترین تدوین (برای شبی که ماه کامل شد) هستند.
برندگان بخش تلویزیونی: مهران مدیری و سید مصطفی احمدی برندگان بهترین مجموعه تلویزیونی (برای هیولا)، مهران مدیری برنده بهترین کارگردان (برای هیولا)، پیمان قاسم‌خانی برنده بهترین فیلمنامه (برای هیولا)، مصطفی زمانی برنده بهترین بازیگر مرد درام (برای نهنگ آبی)، مریلا زارعی برنده بهترین بازیگر زن درام (برای مانکن)، محسن تنابنده برنده بهترین بازیگر مرد کمدی (برای فصل ششم پایتخت) و شبنم مقدمی برنده بهترین زن کمدی (برای هیولا) هستند.
برندگان دیگر جوایز مراسم: رضا یزدانی برنده بهترین خواننده تیتراژ فیلم و مجموعه تلویزیونی (برای از یادها رفته)، زینب تبریزی برنده بهترین مستند (برای تمام چیزهایی که جایشان خالی است)، احسان علیخانی برنده بهترین چهره تلویزیونی (برای عصر جدید) و فرامرز قریبیان برنده یک عمر فعالیت هنری هستند.

## برندگان اصلی
برندگان جایزه در سطر نخست فهرست، به صورت بزرگ نوشته می‌شوند و با یک ستاره (*) نشان داده می‌شوند.

### بخش سینمایی
| بهترین فیلم - سرخ‌پوست – مجید مطلبی* - درخونگاه – منصور سهراب‌پور - شبی که ماه کامل شد – محمدحسین قاسمی - طلا – رامبد جوان و محمد شایسته - قسم –الهام غفوری و جلیل شعبانی - قصر شیرین –رضا میرکریمی - ماجرای نیمروز: رد خون –سید محمود رضوی - جهان با من برقص –محمدرضا تخت‌کشیان                                                                                      | بهترین کارگردانی - نیما جاویدی– سرخ‌پوست* - نرگس آبیار – شبی که ماه کامل شد - سیاوش اسعدی – درخونگاه - محسن تنابنده – قسم - پرویز شهبازی – طلا - رضا میرکریمی – قصر شیرین - محمدحسین مهدویان – ماجرای نیمروز: رد خون |
| بهترین فیلمنامه - نرگس آبیار و مرتضی اصفهانی – شبی که ماه کامل شد* - سروش صحت و ایمان صفایی – جهان با من برقص - نیما جاویدی – سرخ‌پوست - پرویز شهبازی – طلا - محسن قرائی و محمد داوودی – قصر شیرین - محمدحسین مهدویان – ماجرای نیمروز: رد خون | بهترین بازیگر مرد - نوید محمدزاده – سرخ‌پوست* - هوتن شکیبا – شبی که ماه کامل شد* - حامد بهداد– قصر شیرین - پرویز پرستویی – مطرب - هادی حجازی فر – ماجرای نیمروز: رد خون - بابک حمیدیان –مسخره‌باز - امین حیایی – درخونگاه - آرمین رحیمیان – شبی که ماه کامل شد - جواد عزتی – ماجرای نیمروز: رد خون - فرامرز قریبیان –خروج - میلاد کی‌مرام –امیر - علی نصیریان –مسخره‌باز |
| بهترین بازیگر زن - ژاله صامتی – درخونگاه* - الناز شاکردوست – شبی که ماه کامل شد* - مهناز افشار– قسم - پریناز ایزدیار – سرخ‌پوست - پانته‌آ پناهی‌ها – درخونگاه - ندا جبرائیلی –کارت پرواز - نگار جواهریان –طلا - سحر دولتشاهی– امیر - ژیلا شاهی – قصر شیرین - فرشته صدرعرفایی – شبی که ماه کامل شد - بهنوش طباطبایی – ماجرای نیمروز: رد خون - الهام کردا –به دنیا آمدن | بهترین موسیقی متن - کریستف رضاعی – آخرین داستان* - پیام آزادی – بی‌وزنی - فرزین قره‌گزلو – درخونگاه - رامین کوشا – سرخ‌پوست - مسعود سخاوت‌دوست – شبی که ماه کامل شد - حبیب خزایی‌فر – ماجرای نیمروز: رد خون |
| بهترین تدوین - شبی که ماه کامل شد – حمید نجفی راد* - سرخ‌پوست – عماد خدابخش - طلا– پرویز شهبازی - ماجرای نیمروز: رد خون –محمد نجاریان - مسخره‌باز – هایده صفی‌یاری - قسم –خشایار موحدیان | بهترین فیلمبرداری - مسخره‌باز – علی قاضی* - سرخ‌پوست – هومن بهمنش - شبی که ماه کامل شد – سامان لطفیان - قسم –تورج اصلانی - قصر شیرین –مرتضی هدایی - ماجرای نیمروز: رد خون – هادی بهروز |
| نشان عباس کیارستمی - کتاب آشپزی – سیاوش افشار* - بچه‌ای با جوراب قرمز – خداداد جلالی - جهان با من برقص – سروش صحت - روسی – امیرحسین ثثقی - زغال – اسماعیل منصف - مسخره‌باز – همایون غنی‌زاده | بهترین دستاورد فنی و هنری - اجرای انیمیشن، «آخرین داستان» (به کارگردانی اشکان رهگذر)* - طراحی صدا و صداگذاری، «آخرین داستان» (علیرضا علویان) - طراحی صحنه، «سرخ‌پوست» (محسن نصرالهی) - طراحی چهره‌پردازی، «شبی که ماه کامل شد» (ایمان امیدواری) - طراحی جلوه‌های ویژه، «ماجرای نیمروز: رد خون» (جلوه‌های ویژه میدانی: ایمان کرمیان، جلوه‌های ویژه بصری: سینا قویدل) - طراحی صحنه و لباس، «ماجرای نیمروز: رد خون» (محمدرضا شجاعی) - طراحی صدا، «ماجرای نیمروز: رد خون» (صدابرداری: هادی ساعدمحکم، صداگذاری: مهرشاد ملکوتی) - طراحی جلوه‌های ویژه بصری، «مسخره‌باز» (جواد مطوری) - طراحی صحنه و لباس، «مسخره‌باز» (طراحی صحنه: سهیل دانش‌اشراقی، طراحی لباس: الهام معین) - طراحی صدا، «مسخره‌باز» (صدابرداری: محمود کاشانی، صداگذاری: امیرحسین قاسمی) |
| جایزه ویژه هیئت داوران - سیاوش اسعدی – درخونگاه* | |

### فیلم‌ها با نامزدی متعدد
| تعداد نامزدی‌ها | فیلم                  |
| -------------- | --------------------- |
| ۱۴             | ماجرای نیمروز: رد خون |
| ۱۱             | شبی که ماه کامل شد    |
| ۹              | سرخ‌پوست               |
| ۸              | مسخره‌باز              |
| ۷              | درخونگاه              |
| ۶              | قصر شیرین             |
| ۵              | طلا                   |
| ۵              | قسم                   |
| ۴              | آخرین داستان          |
| ۳              | جهان با من برقص       |
| ۲              | امیر                  |
| ۱              | مطرب                  |
| ۱              | خروج                  |
| ۱              | کارت پرواز            |
| ۱              | به دنیا آمدن          |
| ۱              | بی‌وزنی                |
| ۱              | کتاب آشپزی            |
| ۱              | بچه‌ای با جوراب قرمز   |
| ۱              | روسی                  |
| ۱              | زغال                  |

| تعداد جایزه | فیلم               |
| ----------- | ------------------ |
| ۴           | شبی که ماه کامل شد |
| ۳           | سرخ‌پوست            |
| ۲           | آخرین داستان       |
| ۲           | درخونگاه           |
| ۱           | مسخره‌باز           |
| ۱           | کتاب آشپزی         |

### بخش تلویزیونی
| بهترین مجموعه تلویزیونی - هیولا – مهران مدیری و سید مصطفی احمدی* - پایتخت ۶ – الهام غفوری - ستایش ۳ – آرمان زرین‌کوب - گاندو – مجتبی امینی - مانکن –ایرج محمدی - نهنگ آبی – سعید ملکان | بهترین کارگردانی - مهران مدیری – هیولا* - جواد افشار – گاندو - بهرام بهرامیان – از یادها رفته - فریدون جیرانی – نهنگ آبی - حسین سهیلی‌زاده – مانکن - سیروس مقدم – پایتخت ۶                         |
| بهترین فیلمنامه - پیمان قاسم‌خانی – هیولا* - محسن تنابنده – پایتخت ۶ - سعید مطلبی – ستایش ۳ - سروش صحت و ایمان صفایی – فوق لیسانسه‌ها - بابک کایدان – مانکن - بهرام توکلی – نهنگ آبی    | بهترین بازیگر مرد کمدی - محسن تنابنده – پایتخت ۶* - فرهاد اصلانی – هیولا - بهرام افشاری – پایتخت ۶ - امیرحسین رستمی – فوق لیسانسه‌ها - شکیب شجره – هیولا - مهران مدیری – هیولا                     |
| بهترین بازیگر زن کمدی - شبنم مقدمی – هیولا* - الناز حبیبی– دوپینگ - شیلا خداداد – هیولا - گوهر خیراندیش – هیولا - ریما رامین‌فر – پایتخت ۶ - نسرین نصرتی – پایتخت ۶                    | بهترین بازیگر مرد درام - مصطفی زمانی – نهنگ آبی* - امیرحسین آرمان – مانکن - داریوش ارجمند – ستایش ۳ - سعید راد – ترور خاموش - ساعد سهیلی – نهنگ آبی - محمدرضا فروتن – مانکن                       |
| بهترین بازیگر زن درام - مریلا زارعی – مانکن* - نازنین بیاتی – مانکن - سیما تیرانداز – از یادها رفته - لیلا حاتمی – نهنگ آبی - پانته‌آ سیروس – بانوی سردار - نرگس محمدی – ستایش ۳       | بهترین چهره تلویزیونی - احسان علیخانی – عصر جدید* - پژمان بازغی –کودک شو - محمد دلاوری – تهران ۲۰ - سروش صحت – کتاب‌باز - علی ضیا – فرمول یک - محمدرضا علیمردانی – چهل تیکه - مهران مدیری – دورهمی |

### مجموعه‌ها با نامزدی متعدد
| تعداد نامزدی‌ها | مجموعه        |
| -------------- | ------------- |
| ۹              | هیولا         |
| ۸              | مانکن         |
| ۷              | پایتخت ۶      |
| ۷              | نهنگ آبی      |
| ۳              | از یادها رفته |
| ۴              | ستایش ۳       |
| ۲              | گاندو         |
| ۲              | فوق لیسانسه‌ها |
| ۱              | دوپینگ        |
| ۱              | ترور خاموش    |
| ۱              | بانوی سردار   |
| ۱              | برادرجان      |

| تعداد جایزه | مجموعه        |
| ----------- | ------------- |
| ۴           | هیولا         |
| ۱           | پایتخت ۶      |
| ۱           | نهنگ آبی      |
| ۱           | مانکن         |
| ۱           | از یادها رفته |
| ۱           | عصر جدید      |

### جوایز دیگر
| بهترین مستند - تمام چیزهایی که جایشان خالی است – زینب تبریزی* - اسرار دریاچه – آرمین ایثاریان - بهارستان خانه ملت –بابک بهداد - زنانی با گوشواره‌های باروتی – رضا فرهمند - میدان جوانان سابق – مینا اکبری - مهین –محمدحسین حیدری | بهترین خواننده تیتراژ فیلم و مجموعه تلویزیونی - رضا یزدانی – از یادها رفته (قطعه «عشقت»)، آهنگساز: فرید الهامی* - شهرام ناظری– آخرین داستان (قطعه «آخرین داستان»)، ترانه‌سرا: مهدی ایوبی، آهنگساز: میلاد بابایی - سالار عقیلی – برادرجان (قطعه «برادر جان»)، ترانه‌سرا: حسین غیاثی، آهنگساز: فرید سعادتمند - علیرضا قربانی – (قطعه «سرکوب»)، شعر: هوشنگ ابتهاج، آهنگساز: آرش گوران - سیروان خسروی و کاوه یغمایی – (نهنگ آبی) قطعه «جای من نیستی»، ترانه‌سرا: زانیار خسروی و هادی زینتی، آهنگساز: زانیار و سیروان خسروی - فرزاد فرزین –مانکن (قطعه «مانکن»)، ترانه‌سرا و آهنگساز: فرزاد فرزین |
| یک عمر فعالیت هنری - فرامرز قریبیان* | |